# 石井孝
石井 孝（いしい たかし、1909年10月25日 - 1996年5月6日）は、日本の日本史家。東北大学名誉教授。幕末維新期対外関係が専門。

## 経歴
東京に生まれた。実家は栃木県安蘇郡田沼町戸奈良（現佐野市）の豪農であったという。
1927年に栃木県立佐野中学校を、1930年に松本高等学校を卒業。1933年東京帝国大学文学部国史学科卒業。東京大学史料編纂所所員を勤め、これから約10年間、『大日本古文書・幕末外国関係文書』の編集に従事した。1930年代は、外国に所在する資料の調査・収集も開始され、国内外の一次史料をいち早く利用することが可能だった。このことが石井の研究スタイルを決定づけた。
幕末維新期の研究に多くの成果を残した。文学博士。
東京帝大史料編纂所史料編纂官補、高知高校教授、濱松高等専門学校教授を経て、大阪高校教授などを経て、1950年大阪大学教授、1953年横浜市立大学教授、1958年東北大学教授、1976年津田塾大学教授を歴任。
1996年5月6日に死去した。86歳没。

## 業績
- 石井の学風は、徹底した史料に依拠して論じる実証史学であった。
- 『横浜市史』の総括責任者として膨大な資料をまとめたことが特記される[7]。
- 岩倉具視による孝明天皇毒殺説を唱えて、原口清（当時名城大学商学部教授）と論争した。
- 大岡昇平が森鷗外の作品「堺事件」を批判する際、論拠としたのが『明治維新の国際的環境』である。

## 著書
- 幕末貿易史の研究 日本評論社 1944（日本歴史学大系 第4巻）
- 幕末の外交 三一書房 1948（新日本歴史双書 近世 第5）
- 明治維新の国際的環境 吉川弘文館 1957
- 明治維新の舞台裏 岩波新書 1960
- 学説批判 明治維新論（編）吉川弘文館 1961
- 維新の内乱 至誠堂 1968
- 日本開国史 吉川弘文館 1972（2010年に復刻版 ISBN 978-4-642-06361-6）
- 勝海舟 吉川弘文館 1974（人物叢書）
- 港都横浜の誕生 有隣堂 1976（有隣新書）
- 明治初期の国際関係 吉川弘文館 1977
- 幕末維新期の研究（編）吉川弘文館 1978
- 幕末非運の人びと  有隣堂 1979（有隣新書）
- 明治初期の日本と東アジア 有隣堂 1982
- 横浜売込商甲州屋文書（編）有隣堂 1984
- 戊辰戦争論 吉川弘文館 1984
- 幕末開港期経済史研究 有隣堂 1987
- 明治維新と自由民権 有隣堂 1993
- 明治維新と外圧 吉川弘文館 1993
- 近代史を視る眼 開国から現代まで 吉川弘文館 1996
- 幕末維新論集6　維新政権の成立 吉川弘文館 2001
- 幕末維新論集3　幕政改革 吉川弘文館 2001
- 戊辰戦争論　歴史文化セレクション 2008